# Георги Даскалов (футболист)
 Тази статия е за футболиста.  За други личности с това име вижте Георги Даскалов.  
Георги Иванов Даскалов е български футболист, нападател. Роден е на 3 август 1981 г. в Благоевград. Висок е 188 см и тежи 75 кг. Играл е за Пирин и Беласица. Има 11 мача за младежкия национален отбор.

## Статистика по сезони
- Пирин - 1999/00 - А група, 10 мача/2 гола
- Пирин - 2000/01 - Б група, 14/2
- Пирин - 2001/02 - Б група, 21/2
- Пирин - 2002/03 - Б група, 28/4
- Пирин - 2003/04 - Б група, 24/7
- Беласица - 2004/05 - А група, 27/7
- Беласица - 2005/06 - А група, 18/3
- Беласица - 2006/ес. - А група, 12/1
- Велбъжд - 2007/пр. - Б група, 9/4
- Велбъжд - 2007/ес. - Б група, 10/2
- ФК Иртиш - 2008 - А КПЛ, 25/10
- ФК Жетису - 2009/пр. - А КПЛ, 11/2
- ФК Иртиш - 2009/ес. - А КПЛ, 10/8
- ФК Иртиш - 2010 - А КПЛ, 29/15